# صدر الدجاجة (نجم)
أو غاما الدجاجة Gamma Cygni اسمه التقليدي Sadr مشتق من الاسم العربي وهو نجم في كوكبة الدجاجة
. محاط هذا النجم بسديم انتشاري هو IC1318 يبعد حوالي 1500 سنة ضوئية عن الأرض ويملك قدر ظاهري يبلغ 2.23 .

## خصائص
مع قدر ظاهري يصل 2.23، يعد من النجوم الأكثر إشراقا في سماء الليل. قياسات المنظر تعطي تقديرات مسافة 1800 سنة ضوئية (560 فرسخ)، مع هامش خطأ 15٪ . التصنيف الطيفي له F8 IAB و وصل إلى مرحلة العملاق . و بالمقارنة مع الشمس النجم يمتلك 12 ضعف كتلها ونحو 150 نصف قطر الشمس. و تنبعث منه 33,000 ضعف طاقتها، له درجة حرارة سطح فعالة 6100 كلفن تعطيه لون أصفر والأبيض . النجوم الضخمة التي تشبهه تستهلك وقودها النووي بسرعة كبيرة، وبالتالي فإن العمر المقدر لهذا النجم ليست سوى حوالي 12 مليون سنة .